# كرة لينة

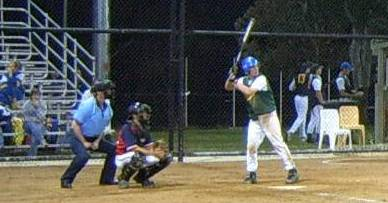
سوفتبول

إن الكرة اللينة (Softball سوفتبول، في كيبك، كندا أو balle-molle بال-مول وIndoor Baseball إندور بيسبول بادئ ذي بدء ) رياضة يلعب فيها فريقان مكونان من 9 إلى 12 لاعباً. طول المباراة يكون غالبًا بين ساعة وساعتين. نظمت أول مباراة في السوفتبول عام 1887 في الولايات المتحدة الأمريكية، حيث ابتكرت.

## مواصفات اللعبة وطريقة اللعب
تستخدم في السوفتبول كرة محيطها 28 إلى 30.5 سم، حيث تقذف بواسطة أحد اللاعبين، ثم يضربها اللاعب المهاجم بواسطة عصا مصنوعة من الخشب أو الحديد. تحسب النقطة للفريق بعد ضرب اللاعب للكرة بواسطة العصا ثم الجري فوق ثلاث علامات موجوة على الملعب ومن ثم لمس القاعدة الأخيرة. اللعبة تشابه إلى حد كبير البيسبول أو كرة القاعدة.
الاتحاد الدولي المسؤول عن الرياضة هو الاتحاد الدولي للسوفتبول الذي ينظم البطولات العالمية كل أربع أعوام.

### منطقة اللعب
- سيكون الملعب مكونا حسب لوائح الاتحاد الدولي للكرة اللينة (ISE) مع إدخال التعديلات التالية
- يمكن تعديل قاعدة اللعب إلى مسافة 60 قدم (29و18 متر).
- المسافة من اللوحة الأصلية إلى المطاط الخاص بضارب الكرة يمكن تعديلها إلى مسافة 14 متر على الأقل.
- سيتم تحديد «المنطقة المحايدة» بمسافة 14 متر من اللوحة الأصلية. وأي كرة مضروبة لا تعبر هذا الخط يتم اعتبارها كرة خاطئة.

يتم وضع دائرة المدربين على مسافة 3 أمتار خلف القاعدة الثانية وأن يكون قطرها 1.8 متر فالمدرب الواحد الخاص بالفريق المدافع فيمكن أن يسمح له بالوقوف داخل هذه الدائرة بينما يكون فريقه داخل الملعب.

### المعدات
- نفس المعدات الخاصة بمسابقة فرق الضربة البطيئة.

### الفريق واللاعبين
يتكون كل فريق من 10 لاعبين في المراكز التالية لكي يبدأ المباراة:
- ضارب الكرة 		في مكان الدفاع
- مسك الكرة 			في مكان الدفاع خلف اللوحة
- رجل القاعدة الأول 	في مكان الدفاع العادي
- رجل القاعدة الثاني 		في مكان الدفاع العادي
- رجل القاعدة الثالث 	في مكان الدفاع العادي
- الإيقاف القصير 		في مكان الدفاع العادي
- أربعة خارج الملعب يجب أن يلعبوا على بعد 3 متر خلف لاعبي الملعب

### القوانين العامة وتعديلاتها
- يتم وضع منصة الضرب مباشرة بعد اللوحة الأصلية.
- يقوم مدرب فريق البداية بتعديل المنصة لتلائم الضارب.
- لاجل بدء اللعب يقوم ماسك الكرة بوضعها على المنصة ويقول الحكم «العب الكرة».
- يقوم ضارب الكرة بالتقدم خطوة داخل صندوق الضارب ويضرب الكرة.
- إذا فقد الضارب الكرة وخرج عن المنصة تحتسب محاولة.
- يجب على جميع لاعبي الدفاع أن يقفوا خلف المنطقة المحايدة قبل ضرب الكرة. ويجب أن يدخلوا داخل المنطقة المحايدة بعد ضرب الكرة ويلعبوا الكرة داخل الملعب. فإذا لمسوا الكرة داخل المنطقة المحايدة ولم يلمس لاعب الدفاع الكرة فإنها ستحسب كرة خاطئة.
- إذا قام الضارب بضربتين وأخطأ في الثالثة يعلن خروجه.
- تنتهي نصف جولة الفريق الضارب عند حدوث 3 خروج أو يكتمل نظام الضرب.
- يجب على الضارب أن يضرب الكرة من خطوط الخطأ ويكون خلف المنطقة المحايدة ال14 متر حتى يحكم بأنها كرة صحيحة. وإذا لم تترك الكرة المضروبة المنطقة المحايدة وأن لاعب الدفاع لم يلمس الكرة فان الكرة ستعتبر كرة خاطئة.
- تتكون المباراة المنظمة من ست جولات. وسيتم تطبيق حد زمني لا يزيد عن ساعة واحدة للمباريات.
- يقوم الحكام بتفعيل جميع القرارات داخل ساحة اللعب. وإذا حدث اعتراض فيجب الرجوع إلى لجنة قوانين الكرة اللينة والتي ستتخذ قرار نهائي. ولن يعتد بأي اعتراض يتعلق بأي حكم صدر من أحد الحكام.
- بعد ضرب الكرة داخل المنطقة القانونية وأن الضارب ترك صندوق الضرب ينقل الحكم المنصة من منطقة اللعب ويضعها داخل ساحة الأخطاء.

### الاستبدال
- يمكن إجراء الاستبدال في أي وقت عند الطلب.
- أي واحد من لاعبي البداية يمكن أن يترك الملعب ويعاود الدخول مرة ثانية. ويمكن أن يتم ذلك مرة واحدة لكل لاعب بداية مع العلم بان اللاعبين يشغلون نفس المكان حسب نظام الضرب أثناء تركهم المباراة. يعود لاعب البداية إلى الملعب مكان الشخص الذي حل محله. يمكن أن يعود البدلاء إلى المباراة بنفس الطريقة.

### امتيازات المدربين
- يسمح لاثنين من مدربي القاعدة لصالح الفريق المخطئ حيث يوجد مدرب داخل صندوق المدربين والآخر داخل صندوق مدربي القاعدة الثالثة. فيجب أن يبقى المدربون داخل هذه الصناديق طالما أن فريقهم ينفذ الضربة.
- يجب على مدربي القاعدة تعديل المنصة حسب الارتفاع الملائم لكل ضارب وأن يعود إلى صندوق المدربين.
- يسمح لمدرب الفريق المدافع أن يدخل الساحة ويجب أن يبقى داخل دائرة المدربين خلف القاعدة الثانية. كما يجب أن يقوم بتجنب أي كرة يتم إلقاؤها في اتجاهه.